# For New Zealand
For New Zealand ist ein Musikalbum der von Gebhard Ullmann und Steve Swell geleiteten Formation The Chicago Plan. Die am 19. Dezember 2019 in den Traumraum Studios von Wolfgang Lackerschmid in Augsburg entstandenen Aufnahmen erschienen 2022 auf Not Two Records.

## Hintergrund
Der deutsche Holzbläser Gebhard Ullmann und der amerikanische Posaunist Steve Swell, die seit den 2000er-Jahren gemeinsam in verschiedenen Bands arbeiten, kamen auf dem Album For New Zealand für die zweite Veröffentlichung ihres gemeinsamen Projekts The Chicago Plan erneut zusammen. Das Quartett wird komplettiert durch den Schlagzeuger Michael Zerang und den Cellisten Fred Lonberg-Holm.

## Titelliste
- The Chicago Plan: For New Zealand (Not Two Records – MW-2 1018-2)[1]

1. Composite 13 – For New Zealand (Swell) 10:18
2. Welcome to the Red Island (Ullmann) 5:51
3. Scetch 6 (Swell) 9:10
4. YoYo (Ullmann) 8:40
5. BA-8 (Swell) 8:43
6. Variations on a Master Plan (Part 1) (Ullmann) 5:48

## Rezeption

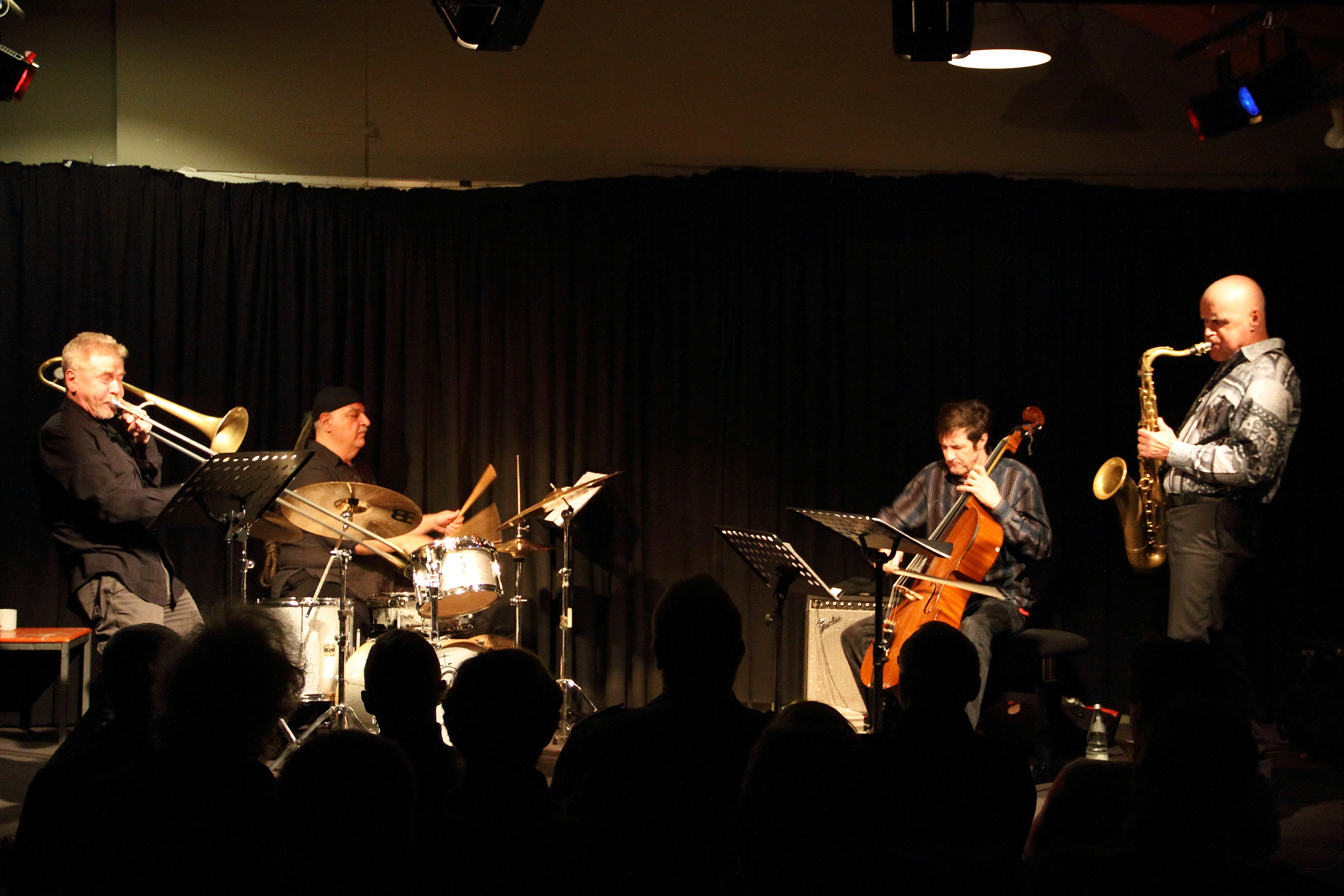
Konzert von Ullmann/Swells Chicago Plan im club W71 2018 in Weikersheim

Nach Ansicht von John Sharpe, der das Album in All About Jazz rezensierte, haben die vier Musiker tiefere Verbindungen als allein diese Gruppe, und das würde sich in ihrer unheimlichen Reaktionsfähigkeit widerspiegeln, die noch durch die Fähigkeit verstärkt werde, alles abzurufen, was sie brauchen, um den Moment zu meistern. Zwar würden sich die beiden Bandleader untereinander die Kompositionsarbeit gleichmäßig aufteilen, doch der gemeinsame Nenner sei vielmehr, wie geschickt sie die Möglichkeiten der Besetzung ausschöpfen. Insbesondere Lonberg-Holms Cello erweitere die verfügbare Palette, die durch seine elektronischen Effekten noch weiter vergrößert werde. Die Kompositionen umfassten auch eine breite Palette von Stilen und Stimmungen. Dies sei ein Album, das sowohl das Ensemble als auch die einzelnen Improvisatoren in den Vordergrund stelle, auf dem ihre Talente jedoch immer wieder über die Grenzen des Materials hinausragten.
Dieses Quartett würde ein Kaleidoskop wechselnder elektroakustischer Motive bieten, von denen jeweils drei von Swell oder Ullmann komponiert wurden, schrieb Ken Waxman (JazzWord). Wie der deutsche Saxophonist/Klarinettist hätten die drei beteiligten Amerikaner umfangreiche Erfahrung im Zusammenspiel mit anderen Textur-Experimentatoren auf der ganzen Welt. Sie würden sich in die Musik stürzen, als wäre dies eine reguläre Arbeitsgruppe. Ob es sich um Kompositionen oder ausgewachsene Improvisationen handelt, Ullmann würde seine Instrumente mit der nötigen Finesse, Kraft und Erfindungsgabe verwenden. Jede dieser deutschen oder amerikanischen Combos biete den perfekten Rahmen, um die Fähigkeiten der Spieler zu erleben.